# 千比
千比（1945年—1976年），蒙古族，中国人民解放军少将。
曾任甘肃省军区副政委，后任第四届全国人大常委。1976年，在回籍路上的列车中自杀。